# گوراب زرمیخ
گوراب زرمیخ شهری از توابع بخش میرزا کوچک جنگلی شهرستان صومعه سرا در استان گیلان است.
بخش میرزاکوچک در۱۱کیلومتری صومعه سرا۱۳کیلومتری فومن ۱۶کیلومتری ماسال قراردارد.
از این شهر میتوان به عنوان پناهگاه میرزا کوچک یاد کرد.و بدلیل دارا بودن جنگل ها و مراتع زیبا و بکر و همچنین وجود روستاهای دیگر در این شهر باعث شده که هر ساله گردشگران زیادی از این شهر دیدن کنند.مردم این شهر به زبان گیلکی صحبت میکنند اما در برخی از روستا های این شهر مانند روستای سه سار ،  منطقه تنیان و چالکسر زبان تالشی رواج دارد.

## جمعیت
این شهر در بخش میرزا کوچک جنگلی قرار داشته و براساس سرشماری سال ۱۳۹۰جمعیت آن ۴٬۵۸۴ نفر بوده‌است.